# Rachid Temal
Rachid Temal (ur. 29 marca 1973 w Eaubonne) – francuski polityk i samorządowiec, senator, w latach 2017–2018 pełniący obowiązki I sekretarza Partii Socjalistycznej.

## Życiorys
Ukończył studia z administracji i zarządzania przedsiębiorstwem. W 1995 został wybrany radnym Taverny, rok później wstąpił do Partii Socjalistycznej. Działał jako zastępca mera Taverny oraz w komisji zagospodarowania przestrzennego aglomeracji Paryża. W latach 2002–2007 pozostawał sekretarzem generalnym związku zawodowego skupiającego agentów biur podróży, następnie pracował jako dyrektor ds. komunikacji w organizacji turystycznej regionu Île-de-France. W 2012 i 2016 wybierano go sekretarzem generalnym partii w departamencie Dolina Oise. W 2015 i 2021 uzyskiwał mandat radnego Île-de-France. W 2017 wybrano go w skład Senatu (reelekcja w 2023).
W lipcu 2017 dołączył do krajowego kierownictwa socjalistów. Od 30 września 2017 do 7 kwietnia 2018 zajmował stanowisko krajowego koordynatora Partii Socjalistycznej, pełniąc obowiązki I sekretarza PS. Następnie został partyjnym sekretarzem ds. relacji zewnętrznych. W czerwcu 2019 wykluczono go z krajowego sekretariatu ugrupowania.